# Gargoyle's Quest
Gargoyle's Quest (sous-titré Ghosts 'n Goblins), ou Red Arremer: Makaimura Gaiden (レッドアリーマー魔界村外伝) au Japon, est un jeu vidéo de plates-formes de la société japonaise Capcom, distribué en 1990 sur Game Boy.

## Synopsis
Dans Gargoyle's Quest, le joueur incarne une gargouille nommée Firebrand (Red Arremer en version japonaise), créature ennemie du chevalier Arthur, héros de la série Ghosts 'n Goblins. Autrefois, une invasion dans le royaume des Goules par les Destructeurs avait mis le pays à feu et à sang.
Firebrand vit reclus dans une autre dimension lorsque des goules en peine viennent réclamer son aide. En effet, le maléfique Breager est de retour et les Destructeurs attaquent de nouveau. La seule solution réside en une vieille légende qui dit qu'un héros nommé « Red Blaze » trouvera le feu sacré et ramènera une nouvelle fois la paix (c'est l'histoire racontée dans Gargoyle's Quest II: The Demon Darkness). Firebrand est alors appelé au secours pour trouver ce héros. Il se jette au travers du portail laissé ouvert par les envahisseurs.

## Système de jeu
Capcom s'inspira beaucoup du jeu Zelda II de Nintendo pour réaliser Gargoyle's Quest. En effet, le joueur alterne entre des phases d'action/plateformes en 2D, et des phases d'exploration en vue du dessus.
Durant les phases d'action, le joueur devra éviter de nombreux pièges et combattre de dangereux ennemis. La gargouille peut s'agripper aux parois, cracher du feu et voler.
La difficulté est assez élevée au départ, car il faudra maîtriser les quelques aptitudes de base de Firebrand. Au début de l'aventure, ces capacités sont très limitées : Firebrand ne peut voler que sur une très courte distance, ne saute pas haut et sa puissance est faible. Heureusement, le joueur pourra améliorer les performances de Firebrand en trouvant des objets.
Durant les phases d'exploration, Firebrand se déplace sur une carte. Le but de ces phases est de rejoindre les différents niveaux du jeu, mais aussi d'aller dans les villages glaner des renseignements, sauvegarder sa progression (système de codes) ou acheter des objets utiles pour l'aventure (notamment des vies supplémentaires). 
Dans les villages, le joueur est en sécurité, mais en dehors, il peut se faire attaquer par des monstres, ce qui n'est pas sans rappeler Zelda II.
Il faut approximativement une bonne dizaine d'heures pour venir à bout de ce jeu, et 2 heures environ pour un joueur expérimenté.